# Pim Pandoer in het nauw
Pim Pandoer in het nauw is een Nederlandse jeugdfilm uit 1975, geregisseerd door Henk van der Linden. De film is gebaseerd op de eerste twee boeken van de Pim Pandoer-serie van schrijver Carel Beke: Pim Pandoer, de schrik van de Imbosch en Pim Pandoer, in het web van de Rode Spin.

## Verhaal
De film volgt Pim Pandoer en zijn jonge vrienden Koos en Jenny Menning. Ze worden bedreigd door de bende van de Rode Spin. De Rode Spin ontvoert Koos en Jenny om Pim Pandoer te dwingen mee te werken aan een nieuwe overval. Pim Pandoer lijkt in eerste instantie mee te werken, maar hij weet de bendeleden uiteindelijk te verslaan. Aan het eind van het verhaal krijgt Pim Pandoer een beloning van de Nederlandsche Bank voor zijn hulp in de vorm van een grote som geld om een nieuwe boot te kopen.

## Rolverdeling
| Acteur             | Personage              |
| ------------------ | ---------------------- |
| Jeu Consten        | Pim Pandoer            |
| Jan Kruyk          | De Rode Spin           |
| Frans Keulen       | Bas Baanders           |
| Françoise Keulen   | Jenny Menning          |
| Timo Keulen        | Koos Menning           |
| Hub Consten        | Bendeleider Aalbrechts |
| Frans Eestermans   | Sjeng                  |
| Hub Odekerken      | Wout                   |
| Wim Weusten        | Inspecteur van Dijk    |
| Phillomein Simonis | Marijke                |
| Cor van der Linden | Cor                    |
| Toon van Loon      | Bankmedewerker         |

## Productie en uitgave

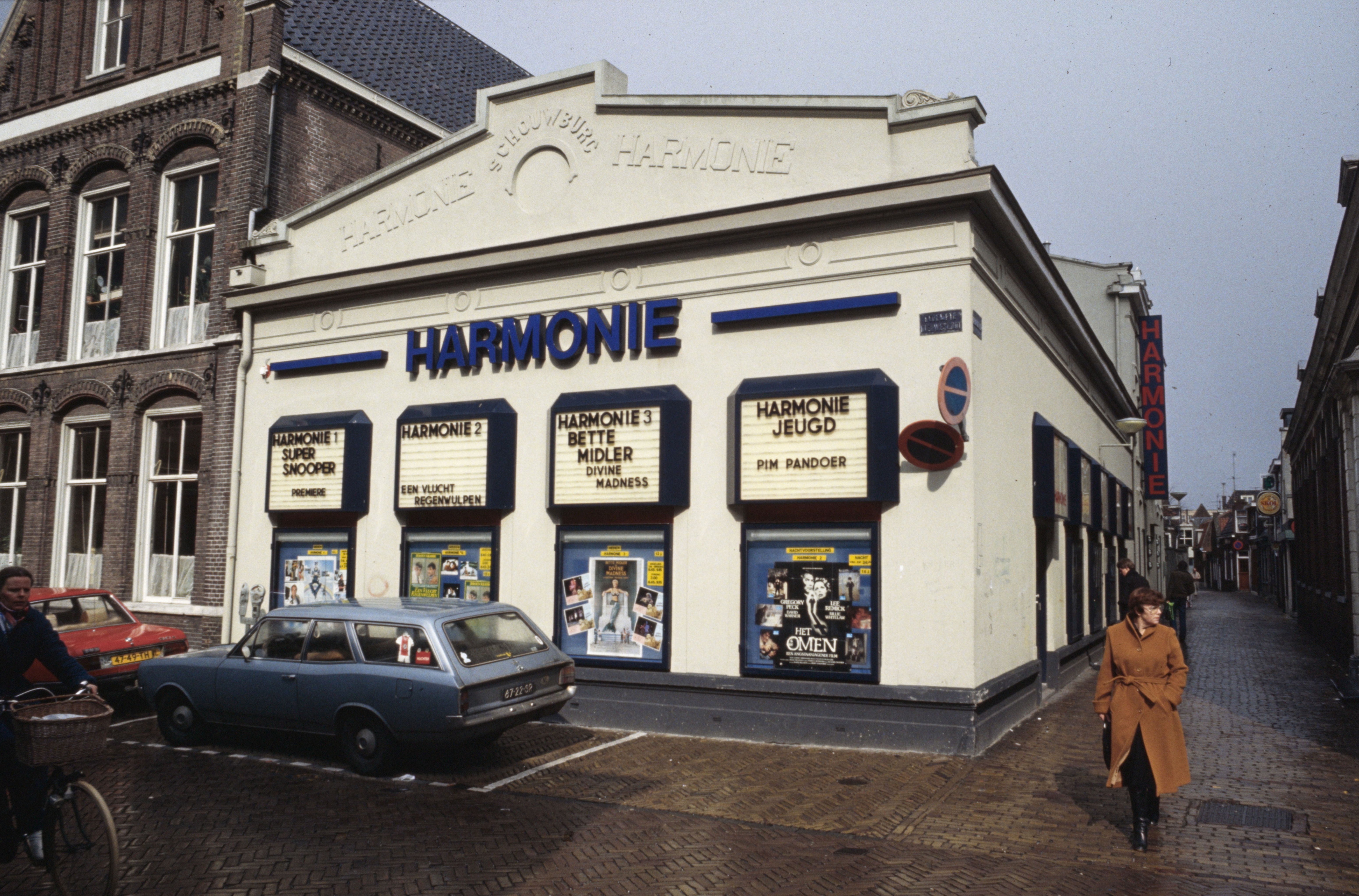
Bioscoop de Harmonie in Alkmaar, met onder andere een reclame voor Pim Pandoer

De productie van Pim Pandoer in het nauw werd verzorgd door het filmproductiebedrijf Rex Film, onder leiding van de Nederlandse cineast Henk van der Linden. Van der Linden, die bekendheid verwierf met zijn vele jeugdfilms, schreef het scenario en regisseerde de film. Deze productie markeerde zijn dertigste jeugdfilm. Hij was met name bekend om zijn eerdere verfilmingen van populaire kinderhelden, waaronder Sjors en Sjimmie, Dik Trom en Pietje Bell.
De opnames vonden plaats in en rondom het Limburgse Schinnen, waarbij Van der Linden voornamelijk samenwerkte met amateurs uit de Limburgse toneelwereld.
De film ging op 20 december 1975 in première in diverse steden in Nederland.

## Ontvangst
Pim Pandoer in het nauw ontving gemengde tot negatieve reacties. Critici, waaronder Jan Paul Bresser van de Volkskrant, merkte op dat de film de spanning en het mysterie van het bronmateriaal niet wist over te brengen en omschreef het als een "jammerlijke afgang van een jongensboek." Daarnaast vond hij de productie gedateerd, met kritiek op het acteerwerk, de stemmen en de dialogen, die als onnatuurlijk en overdreven werden ervaren. De recensent van De Waarheid noemde de verhaallijn braaf en uitte kritiek op het onrealistische einde.
Carel Beke, auteur van de Pim Pandoer-boeken, was zeer kritisch over de verfilming van zijn werk. Hoewel hij bij de première aanvankelijk positief sprak over de weergave van de personages en de spanning, noemde hij de film later slecht en vond hij dat deze te veel afweek van het oorspronkelijke verhaal. Dit maakte hem argwanend tegenover toekomstige filmprojecten. In een interview met De Gelderlander in 2003 uitte hij openlijk zijn onvrede en gaf hij aan dat hij de Pim Pandoer-boeken zelf niet tot zijn beste werk rekende.